# Rhynchomicropteron aphidiforme
Rhynchomicropteron aphidiforme är en tvåvingeart som beskrevs av Schmitz och Mjoberg 1925. Rhynchomicropteron aphidiforme ingår i släktet Rhynchomicropteron och familjen puckelflugor. Inga underarter finns listade i Catalogue of Life.